# Axiodes rufigrisea
Axiodes rufigrisea är en fjärilsart som beskrevs av W. Warren 1911. Axiodes rufigrisea ingår i släktet Axiodes och familjen mätare. Inga underarter finns listade i Catalogue of Life.